# 霸天虎
狂派（Decepticon），又称霸天虎，早期在日方稱為デストロン(Destron)。是孩之寶(Hasbro)旗下的《變形金剛》(Transformers)系列作品中的一組虛構角色。通常是在故事中的反派組織團體。作為變形金剛系列中的主要反派組織，狂派在大多數的變形金剛作品中均有出現。

## G1動畫
在G1動畫的設定中，狂派和與之相對的汽车人一样，都是五面怪(Quintesson)统治賽博坦时被生产出来的機械奴隸，不同之處在於，狂派的前身被皆为军事用品。

### 成員
在G1動畫中，基於必須顧及玩具生產的關係，狂派的成員並不是固定的，且不同角色的出現與否、劇情表現也受到賣玩具的要求影響，舉例而言，像是在第三季時出現的三變戰士太空火車、閃電等人就是因為其玩具開始販售而「突然」出現在劇情中，也並未解釋其為何出現、或是他們前兩季在做什麼，而在劇情早期更是有許多沒有名字、也沒有台詞的背景角色出現
不過大致上還是有一些狂派成員的出現在螢幕上的「戲份」穩定、而且廣為人知。以下僅列出確定名字、曾經有角色玩具販售的角色。
- 密卡登(Megatron)

狂派領袖。變形成一把手槍。
- 天王星(Starscream)

狂派第二把交椅，個性奸詐。變形成一架F15戰鬥機。
- 音波(Soundwave)

狂派的情報官。變形成一個收音機。
- 震盪波(Shockwave)

狂派留守在賽博坦的指揮官。
- 裂雷(Thundercracker)

和天王星長相類似的狂派成員。以藍色為主色調，變形成一架F15戰鬥機
- 天鷗(Skywarp)

和天王星長相類似的狂派成員。以紫色和黑色為主色調，變形成一架F15戰鬥機
- 戰犬/黑豹(Ravage)

音波的磁帶金剛之一，變形成錄音帶和機器黑豹。
- 雷射鳥(Laserbeak)

音波的磁帶金剛之一，變形成錄音帶和機器飛禽。
- 反光鏡三人組(Reflector)

由三台一模一樣的機器人組成，三人合體成為一台照相機。
- 建造派(Constructicons)

數量不定，全員皆為黃綠色和紫色為主色調的變形金剛，載具模式均為工地常見的工程車，可以合體成為合體金剛蹂躪者(Devastator)。

## 起源
在各種不同作品中，狂派的起源是有所差異的。

### 革命派地位
狂派成立的時機點和目的根據各作品設定而有所不同。在早期，狂派通常的設定單純只是密卡登的追隨者而已，像是在2004年的《變形金剛：銀河之力》中，狂派的成員是因為密卡登的強大才加入他的。
但是後來，隨著密卡登的角色定位逐漸從單純的暴君變成試著改善腐敗的賽博坦統治階層的革命家後，狂派的緣起也變得略為複雜一點、並帶有革命色彩，像是在2010年的《變形金剛：領袖之證》和2018年的《變形金剛：Cyberverse》、IDW出版社2019年的版本中皆是如此。

在2024年的《變形金剛：源起》中，狂派是由前崇尚力量的至高守衛(High Guard)所組成的，在他們的領袖天王星被D-16擊敗後追隨他、而當D-16變成殺死他們的敵人御天至尊、成為密卡登後，他們也聽從他的命令攻擊鐵堡。

### 創始人
大多數時候、狂派都是由密卡登創立或命名的，但有時候也有例外，像是在2009年的真人電影《變形金剛：復仇之戰》中，狂派是由七位至尊之一的墮落金剛(The Fallen)所創立的。

## 與掠奪獸(Predacons)的關係
在某些變形金剛作品中，狂派並非總是作為主要反派團體的位置，而是另有其他組織、角色代替。

### 《百變金剛》(Beast Wars)
其中一個著名的例子便是在1996年的《百變金剛》系列。在此變形金剛作品中，「博派」和「狂派」的衝突早已結束了百萬年，主要的衝突發生在其後裔所組成的派系中，強大金剛(Maximal)繼承了博派的位置，並且為賽博坦的主要統治階層，而狂派的後裔則是被稱為「掠奪獸/掠獸金剛/掠獸派」(Predacons)的組織。

### 《變形金剛：Car Robot》(トランスフォーマー カーロボット)[3]
另外一個系列則是在2000年的《變形金剛：Car Rovot》，在此系列中，正方團體依然是由火焰至尊(Flame Convoy)率領的博派，成員變形為交通工具，但是反派組織則是由驚劫天(Gigatron)率領的掠奪獸，成員大多變形為動物。

## 小隊與支派
在不同作品中，狂派內同樣會有一些小部分的支派或是隊伍，通常以「...cons」為名，與博派的隊伍通常以「...bots」相對應，但也不是所有組織都符合此規則。每個小隊/支派的意義、人數會依不同作品而有所差異。
- 昆蟲金剛(Insecticons)

最早在G1動畫中登場，通常是一組變形以黑紫配色的機械化巨大昆蟲為野獸型態的變形金剛，通常成員包含變形成獨角仙的炸彈(Bombshell)、變形成鍬形蟲的彈片(Shrapnel)、變形成蚱蜢的反衝(KickBack)。
- 工程金剛(Constructicons)

最早出現在G1動畫中，通常是一組變形為工程車的變形金剛，在大部分作品中可以合體成為蹂躪者(Devastator)。有些版本的配色會統一為黃綠色和紫色，但並不一定，像是在真人電影系列第二集《變形金剛：復仇之戰》中的工程金剛顏色就不統一，人數也從6人改為8人。
- 特技金剛(Stunticons)

最早出現在G1動畫中，通常是一組變形為地面載具的變形金剛，在不同版本中成員不統一，在部分作品中可以合體成為威脅者(Menasor)。
- 戰鬥金剛(Combaticons)

最早出現在G1動畫中，一組以軍用車輛為載具型態的狂派金剛，在部分作品中可以合體成為怖提剋斯(Bruticus).
- 掠獸金剛(Predacons)

最早在G1動畫中出現，當時是一組變形成橘、黑色巨大機械化動物的狂派金剛，可以合體成為衝雲霄(Predaking)。在《百變金剛》、《變形金剛：Car Robots》和《變形金剛：領袖的挑戰》中設定則不同，是一群變形成不同動物的變形金剛，代替狂派成為劇中的主要反派組織。
- 恐懼金剛(Terrorcons)

最早在G1動畫中出現，一組以怪獸為野獸型態的狂派金剛，有時成為求雨鬼(Abominus)。在2023年的電影《變形金剛：萬獸崛起》中則改為尤尼克隆(Unicron)的手下、作為電影的主要反派。
- 恐怖金剛(Horrorcons)

最早在《變形金剛：頭領戰士》中登場，由兩個三變頭領戰士組成，分別是可以戰鬥機和暴龍的惡龍(Snapdragon)，以及可以變形成戰鬥機和大猩猩的猿面(Apeface)。
- 載具金剛(Vehicons)

最早在1999年的《百變金剛：重機械系列》中出現，通常是指狂派手下為數眾多的、長相一樣的小兵，在2010年的《變形金剛：領袖之證》也沿用此設定。
- 追跡者(Seekers)[8]

最早在G1系列中出現，是指一系列變形成戰鬥機、而且機器人型態與天王星(Starscream)相仿的狂派金剛。在《變形金剛：領袖之證》中則是一群變形成戰鬥機、長相一模一樣、由天王星指揮的銀白色狂派金剛，而在真人電影第二集《變形金剛：復仇之戰》中則是指遠古時代離開賽博坦前往尋找可收割恆星的賽博坦偵查兵。
- 狂派異端裁決處(Decepticons Justice Division)

最早出現在IDW出版社的變形金剛漫畫中，狂派中專門處決叛徒的小隊，因為其在IDW出版社的《變形金剛：More Than Meet The Eye》系列刊物中的表現而廣受粉絲喜愛。